# Беттендорф (Франция)
Беттендо́рф (фр. Bettendorf) — коммуна на северо-востоке Франции в регионе Гранд-Эст (бывший Эльзас — Шампань — Арденны — Лотарингия), департамент Верхний Рейн, округ Альткирш, кантон Альткирш. До марта 2015 года коммуна административно входила в состав упразднённого кантона Ирсенг (округ Альткирш).
Площадь коммуны — 4,73 км², население — 465 человек (2006) с тенденцией к росту: 478 человек (2012), плотность населения — 101,1 чел/км².

## Население
Численность населения коммуны в 2011 году составляла 486 человек, а в 2012 году — 478 человек.
| 1962 | 1968 | 1975 | 1982 | 1990 | 1999 | 2006 | 2011 | 2012 |
| ---- | ---- | ---- | ---- | ---- | ---- | ---- | ---- | ---- |
| 360  | 314  | 324  | 337  | 389  | 427  | 465  | 486  | 478  |

Динамика населения:

## Экономика
В 2010 году из 332 человек трудоспособного возраста (от 15 до 64 лет) 253 были экономически активными, 79 — неактивными (показатель активности 76,2 %, в 1999 году — 74,1 %). Из 253 активных трудоспособных жителей работали 238 человек (123 мужчины и 115 женщин), 15 числились безработными (11 мужчин и 4 женщины). Среди 79 трудоспособных неактивных граждан 23 были учениками либо студентами, 35 — пенсионерами, а ещё 21 — были неактивны в силу других причин.
На протяжении 2011 года в коммуне числилось 197 облагаемых налогом домохозяйств, в которых проживало 484 человека. При этом медиана доходов составила 26192 евро на одного налогоплательщика.

## Достопримечательности (фотогалерея)

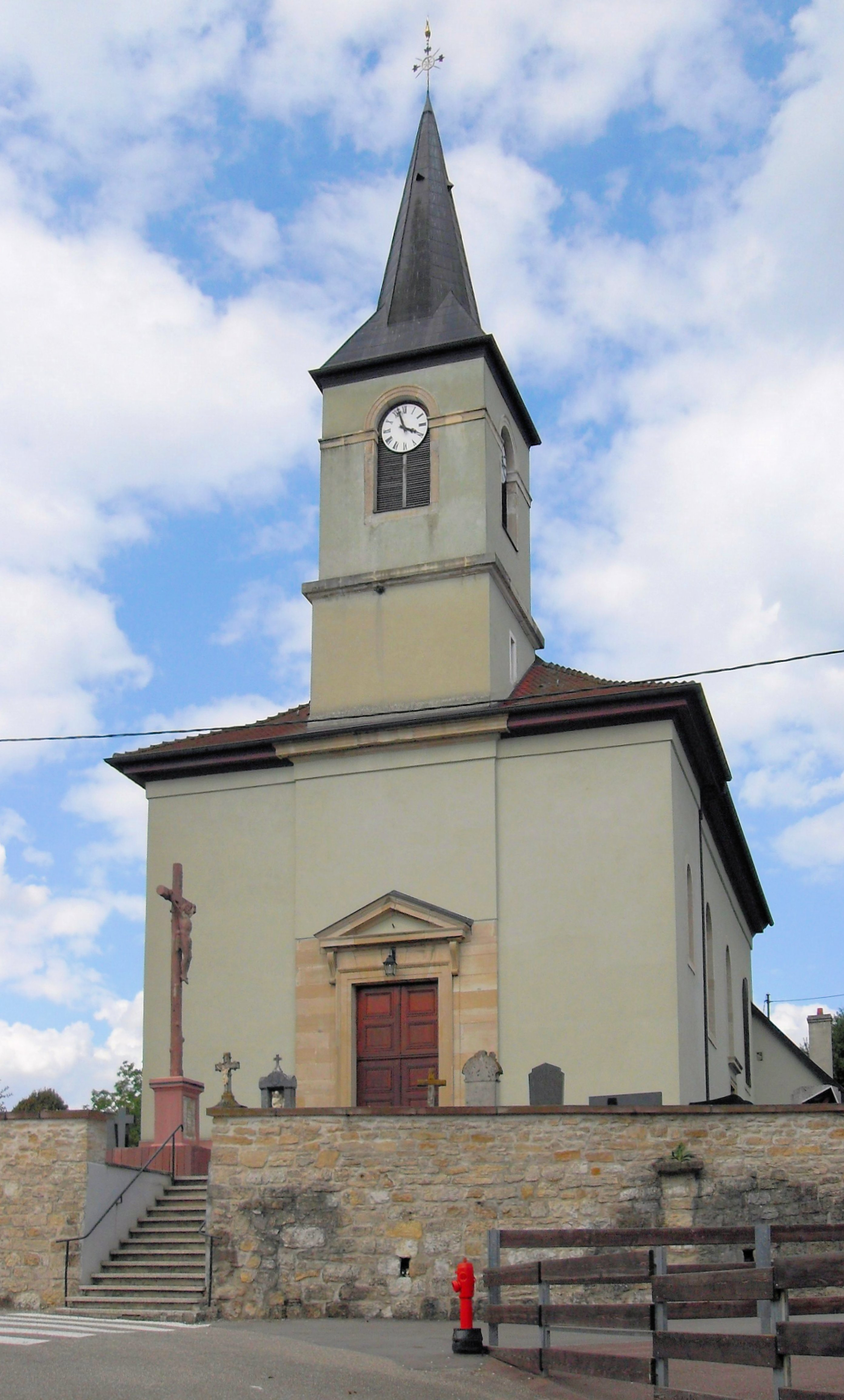
Церковь
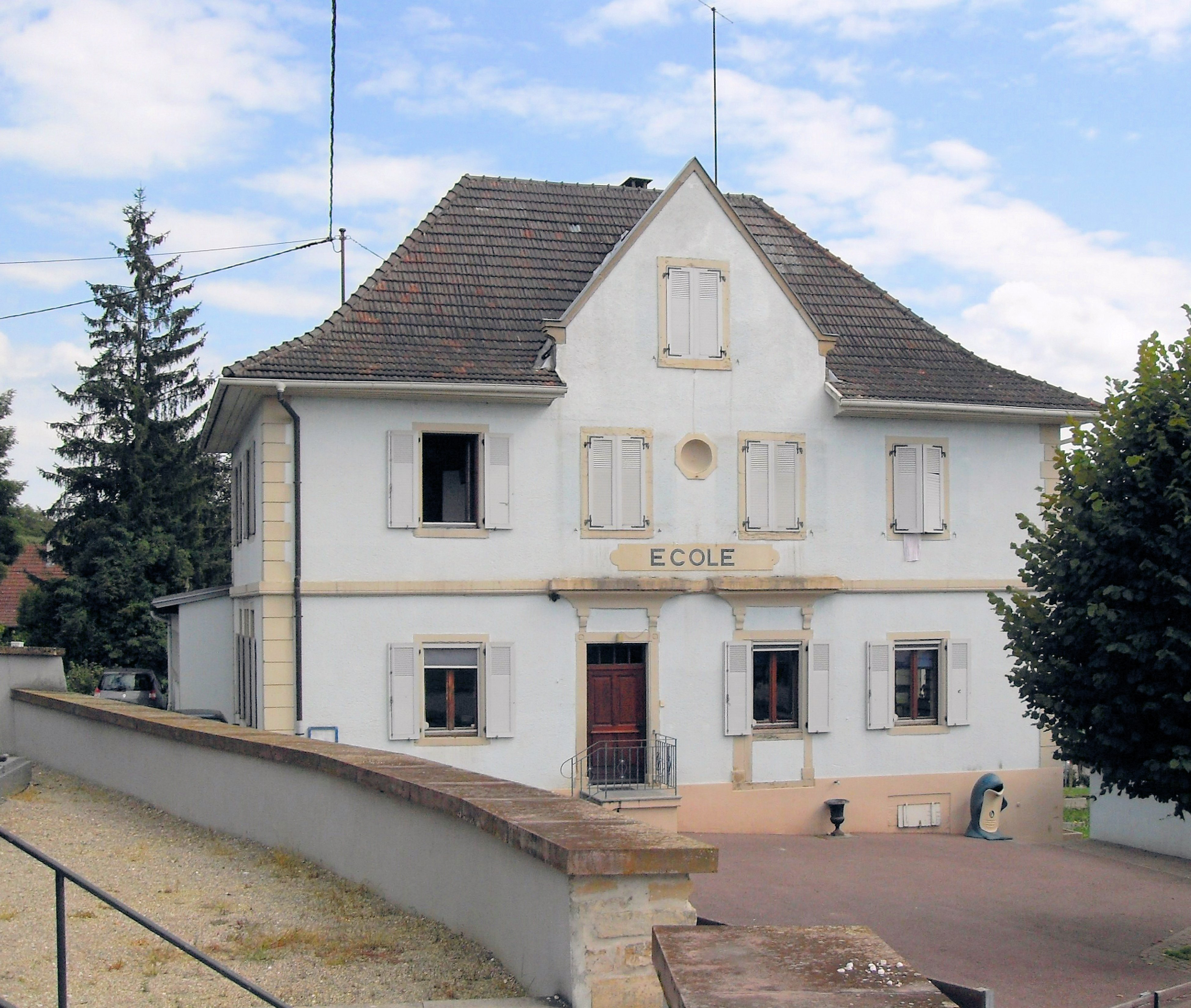
Здание школы
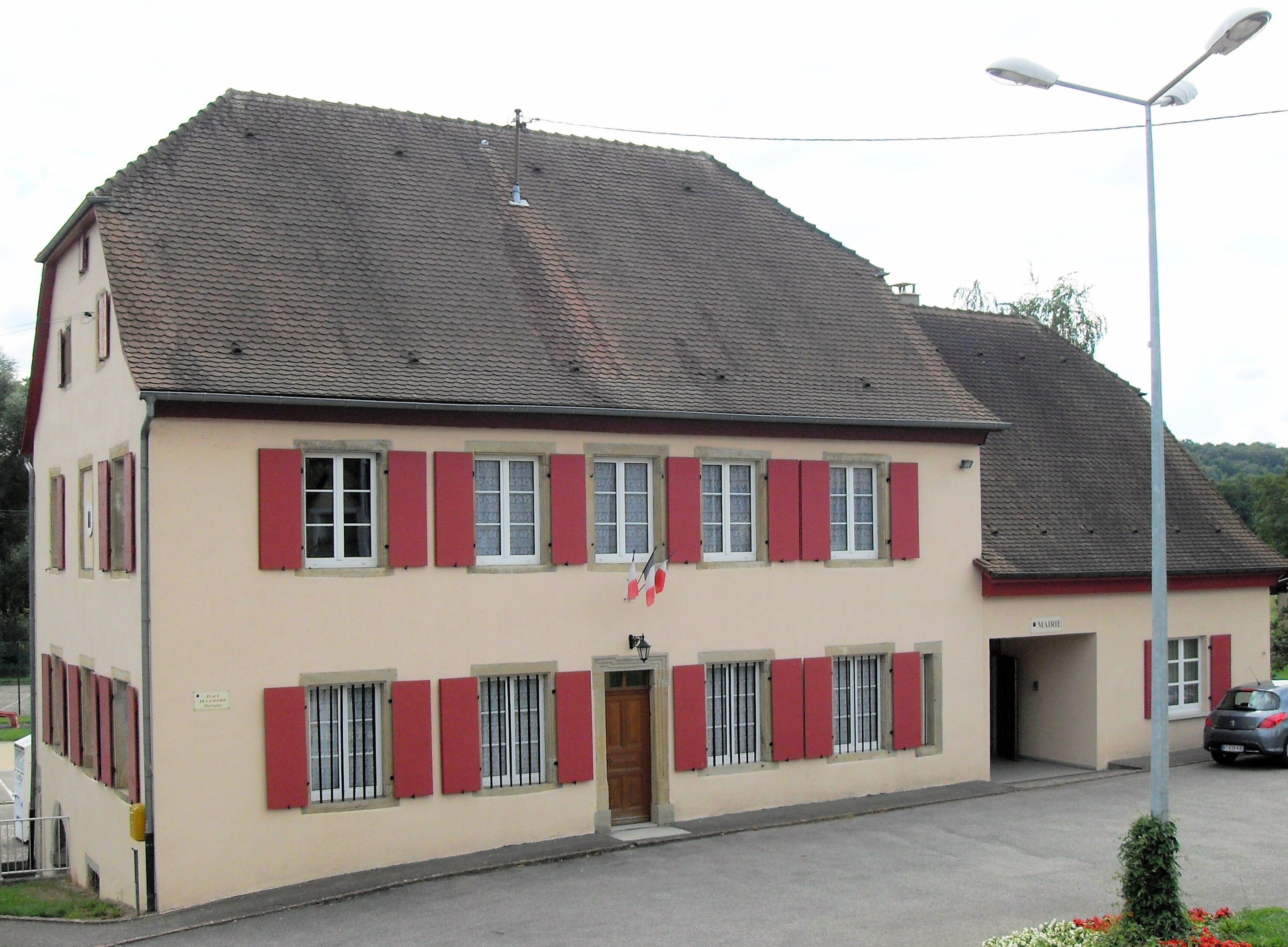
Здание мэрии